# Berthold Viertel
Berthold Viertel (Bécs, 1885. június 28. – Bécs, 1953. szeptember 24.) osztrák költő, rendező, színikritikus.

## Élete
Bécsi kereskedőcsaládból származott, a Simplicissimus kabaré és a bécsi Volksbühne munkatársa volt, később a drezdai és berlini színházban is dolgozott.
1931-ben Londonba, onnan New Yorkba emigrált, s csak 1948-ban tért vissza Bécsbe.
Elsősorban mint rendező és színikritikus jelentős. Jó néhány haladó szellemű drámát vitt színre, a háború után egy ideig Bertolt Brechttel is együtt dolgozott Berlinben. Verseit az emigrációs éveiben írta.